# СтуИГ 33
СтуИГ 33 (  или скраћено Штурмпанцер 33 (  био је први Немачки јуришни топ искључиво намењен као подршка пешадији за борбу у насељеним местима.

### Историјат
Крајем 1941. године Фердинанд Порше, будући председник тенковске комисије Министарства наоружања, предложио је да се направи ново самоходно оружје. На шасију тенка Панцер III требало је поставити топ 150мм у потпуно оклопљеној надградњи. Управа наоружања није била нарочито заинтересована за овај пројект, али је под притиском Ф. Тота предузеће Алкет направило почетком 1942. године пројекат новог самоходног јуришног топа. Оружје које је одабрано за ново возило била је хаубица 150мм сИГ 33. Поред хаубице 150 mm возило је било наоружано и једним митраљезом 7,92 mm МГ 34. Прва 12 возила завршена је до јуна 1942. године, а осталих 12 до октобра 1942. године, када је завршена цела пробна серија. Прва права прилика за проверу борбене вредности СтуИГ 33, била је Стаљинградска битка. 12 од 24 возила послато је у Стаљинград где су активно узели учешће у уличним борбама. Пошто су се СтуИГ 33 показали у борби као веома корисна возила, управа наоружања је дозволила да се приступи изради новог возила за ту намену (Брумбер). Како се битка за Стаљинград завршила опкољавањем и уништењем Немачке 6. армије, тако је и свих 12 СтуИГ 33 изгубљено (уништено или заробљено). Преосталих 12 СтуИг 33 коришћено је у Курској бици и бици за Дњепар у саставу 22. тенковске дивизије.

### Карактеристике
- Дужина: 5,4 метара
- Висина: 2,3 метара
- Ширина: 2,9 метара
- Тежина: 21 тона
- Мотор: Maybach ХЛ120 ТРМ В-12
- Брзина по путу: 20 километара/сат
- Брзина ван пута: 10 километара/сат
- Радијус дејства по путу: 110километара
- Радијус дејства ван пута: 85 километара
- Посада: 4-5 члана